# Villa Van der Borght
La villa Van der Borght est une villa construite en 1885 au Heysel (Bruxelles) pour Victor Van der Borght-Vandenberghe.
Elle se situait place Saint-Lambert, au bas de l'actuelle avenue du Centenaire à Laeken - pas encore tracée à l'époque. Elle entra en possession du Domaine d'État de l'État indépendant du Congo en 1901. Le roi Léopold II y logera sa jeune épouse, Blanche Delacroix, rencontrée à Paris en 1900 et fera construire une passerelle - bien représentée sur de nombreuses cartes postales d'époque - entre la propriété et le domaine royal. Cette passerelle sera démolie dès 1909.
En 1910, la villa devint propriété de l'État belge et en 1927 de la Ville de Bruxelles. À partir de 1930, les dépendances sont détruites. Le batiment principal servit de poste de police et de pompiers durant l'exposition universelle de 1935. Il sera ensuite donné en location à une entreprise de nettoyage. En 1956, peu avant l'exposition universelle de 1958, elle sera rasée.